# Делієва Наталя Вікторівна
Ната́ля Ві́кторівна Делі́єва (нар. 11 грудня 1967, м. Нова Каховка, Херсонська область) — українська продюсерка, громадська, культурна та політична діячка, волонтерка. Кавалер ордена княгині Ольги III ступеня (2024).

## Життєпис
Наталя Делієва народилася 11 грудня 1967 року в місті Новій Каховці на Херсонщині.

### Освіта
Навчалася в Новокаховській середній школі № 1 (1985, із золотою медаллю) та музичній школі по класу фортепіано (з відзнакою). Закінчила Дніпропетровський державний університет (1992, спеціальність — «математик, викладач математики»), Одеський регіональний інститут державного управління Національної академії державного управління при Президентові України (2017, кваліфікація «Магістр державного управління»), Інститут політичної освіти в проєкті «Посилення місцевої демократії», програма «Основи місцевого самоврядування» (2019), Національну академію керівних кадрів культури і мистецтва (2023, з відзнакою, спеціальність — «менеджмент соціокультурної діяльності»).
Проходила стажування в рамках програм USAID (2010, США), CEASC (2017), а також у Європарламенті (2018). Брала участь у семінарах під час навчання в «Аспен Інститут Київ» (2019, 2023).

### Професійна діяльність
Працювала музичним керівником дитячого садка «Журавлик» у рідному місті (1989—1992), викладачем української мови Одеського центру «Мозаїка» (1992—1994), викладачем математики Новокаховської школи-інтернату № 1 (1994—1997), редактором одеської газети «Робота та відпочинок» (1997—2000).

#### Маски
У 2000—2017 роках в Одесі очолювала ТОВ «Комік-трупа „Маски“». У Міжнародний день театру, 27 березня 2003 року підприємство відкрило в місті сьомий театр «Маски». Комік-трупа під керівництво Наталії Делієвої стала відомим центром гумору не тільки в Україні, а й за кордоном.
У 2011—2017 роках як продюсерка організувала і провела сім міжнародних фестивалів клоунів та мімів «Комедіада», в якому брали участь клоуни та міми з 25 країн світу і 157 театральних колективів. Учасники заходу зіграли велику кількість концертів для дітей, зокрема для сиріт та осіб з інвалідністю Одещини, переселенців з Луганської та Донецької областей, хворих Дитячого онкологічного центру та Дитячої клінічної лікарні. Колектив «Комедіади» протягом 2015—2017 років з концертом «Нон-стоп-клоун» неодноразово виступав у військовому шпиталі перед пораненими учасниками російсько-української війни.

### Громадська діяльність
Від 2013 — президент БО «Перший благодійний театральний фонд», який від 2016 року щорічно організовує та проводить одеський фестиваль «Руде місто». До 30-річчя Незалежності України та 160-річчя з дня смерті Тараса Шевченка команда фонду разом з продюсером Наталією Делієвою створили інноваційний проєкт «Імерсивний світ Тараса Шевченка», який експонувався в Одесі, Каневі, Торонто (Канада), Чикаго, Денвері, Бостоні, Лос-Анджелесі, Сан-Франциско, Клівленді, Пітсбурзі (США), а також у Дубаї (ОАЕ) на Всесвітній виставці «Dubai Expo 2020», на Літніх Олімпійських іграх 2024 у Парижі (Франція). У серпні 2022 року створено ще одну імерсивну виставку під назвою «Україна — земля хоробрих», прем'єра якої відбулася в канадських містах Торонто та Вінніпезі. Згодом обидва проєкти були представлені в паризькій галереї «Grand Palais Immersif», які відвідали посли різних країн світу, керівництво ЮНЕСКО та інші особи. У лютому 2023 року стала співпродюсером наступної імерсивної виставки «Україна: рік незламності, культура опору», яку відкрили в Парижі. Усі кошти з виставкових заходів були спрямовані на потреби українського війська.
Разом зі згаданим фондом вона діяльна у волонтерській допомозі та організації концертів для 18-го окремого батальйону морської піхоти, 183-го окремого батальйону легкої піхоти, 122-ї окремої бригади територіальної оборони, 28-ї окремої механізованій бригаді, 37-ї окремої бригади морської піхоти, полку зв'язку, а також поранених прикордонників та в Одеському військовому шпиталі.
Від 2016 — голова ГО «Асоціація жінок України „Дія“», яка має філії в Чехії, Польщі, Словенії та Німеччині.
2020 року стала головою Одеської обласної територіальної організації політичної партії «Голос», з якою балотувалася на посаду мера Одеси.

## Нагороди
- орден княгині Ольги III ступеня (22 січня 2024) — за значні заслуги у зміцненні української державності, мужність і самовідданість, виявлені у захисті суверенітету та територіальної цілісності України, вагомий особистий внесок у розвиток різних сфер суспільного життя, сумлінне виконання професійного обов'язку[17];
- співномінант Національної премії України імені Тараса Шевченка в номінації «Візуальні мистецтва» (2023) — за мультимедійну виставку «Імерсивний світ Тараса Шевченка»[18];
- переможець Всеукраїнського конкурсу «Кращі ініціативи жінок України для економічного розвитку місцевих громад»[1];
- переможець конкурсу «Жінка року — 2011» у номінації «Культура, мистецтво» (2012);
- диплом «Топ-100» рейтингу «100 жінок Одещини, які наближають перемогу»[19];
- диплом рейтингу «100 впливових одеситів»[20];
- почесні відзнаки, грамоти та подяки.